# Curchy
Curchy – miejscowość i gmina we Francji, w regionie Hauts-de-France, w departamencie Somma.
Według danych na rok 1990 gminę zamieszkiwały 302 osoby, a gęstość zaludnienia wynosiła 31 osób/km² (wśród 2293 gmin Pikardii Curchy plasuje się na 698. miejscu pod względem liczby ludności, natomiast pod względem powierzchni na miejscu 473.).